# 池尾愛子
池尾 愛子（いけお あいこ、1956年8月19日 - ）は、日本の経済学者。専門は経済学史。早稲田大学商学学術院教授。博士（商学）。池尾和人慶應義塾大学名誉教授は元夫。

## 人物
大阪府出身。1980年一橋大学社会学部卒業、1985年一橋大学大学院経済学研究科博士課程単位取得満期退学。指導教官は美濃口武雄。
國學院大學経済学部教授を経て、早稲田大学商学学術院教授。2002年早稲田大学産業経営研究所幹事。2008年デューク大学上級研究フェロー。
国際経済学者赤松要の研究など、日本の経済学史の研究を行い、2002年には論文"Japanese economics in the international context : The internationalization of economics in the twentieth century"で、早稲田大学から博士（商学）の学位を取得。
日本国際フォーラムの政策委員。経済学史学会幹事、日本経済思想史研究会幹事、大学評価・学位授与機構経済学系教育評価専門委員会専門委員等も務める。

## 略歴
- 1980年 一橋大学社会学部卒業
- 1982年 一橋大学大学院経済学研究科修士課程修了、経済学修士
- 1985年 一橋大学大学院経済学研究科博士課程単位取得満期退学
- 1985年 - 2000年　国学院大学経済学部 専任講師・助教授・教授
- 2000年 早稲田大学商学部教授
- 2002年 早稲田大学産業経営研究所幹事
- 2006年 早稲田大学商学学術院教授
- 2008年 デューク大学上級研究フェロー

## 著作
- 『20世紀の経済学者ネットワーク－日本からみた経済学の展開』有斐閣, 1994
- 『日本の経済学と経済学者』日本経済評論社, 1999
- 『日本の経済学』名古屋大学出版会, 2006
- 『赤松要 : わが体系を乗りこえてゆけ(評伝・日本の経済思想)』日本経済評論社, 2008
- "A history of economic science in Japan : the internationalization of economics in the twentieth century" Routledge, 2014.
- 『グローバリゼーションがわかる』創成社, 2017
- 『天野為之　日本で最初の経済学者』ミネルヴァ書房, 2023

### 編集
- "Economic development in twentieth century East Asia" Routledge, 1997.
- "Japanese economics and economists since 1945" Routledge, 2005.
- "A history of economic theory : essays in honour of Takashi Negishi" Routledge, 2009.

### 監修
- 『池尾和人と語る』塩入篤・向井基信編、文藝春秋企画出版部, 2022